# Osborne 1

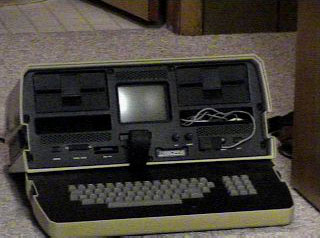
En öppnad Osborne 1, klar för användning. Tangentbordet finns på insidan av datorchassits lock.

Osborne 1 var den första kommersiellt framgångsrika bärbara mikrodatorn. Den släpptes på marknaden april 1981 av Osborne Computer Corporation. Den vägde 12 kg, kostade 1795 USA-dollar och körde det då populära operativsystemet CP/M 2.2. Dess största begränsningar var en 5-tums (13 cm) bildskärm och diskettstationer som bara kunde läsa enkelsidiga, enkelformaterade disketter, vilket var otillräckligt för affärssammanhang. Dess utformning inspirerades till stor del av Xerox NoteTaker, en prototyp som utvecklades 1976 av Xerox PARC.

## Mjukvara och hårdvara
Utöver att ha varit den första tillgängliga bärbara datorn var Osborne 1 också den första datorn som bundlades med mjukvara, bland annat ordbehandlaren WordStar, kalkylprogramnet SuperCalc och programspråken CBASIC och MBASIC. Dessa mjukvaror var ledande i sina respektive nischer på den tiden, och gjorde att datorn med mjukvara var värd över $2000.
Hårdvara bestod av bl.a.:
- Två 5¼-tums diskettstationer
- 4 MHz Z80 CPU
- 64 KiB arbetsminne
- Nedfällbart tangentbord som också fungerade som datorchassits lock
- 5-tums CRT-bildskärm à 52x24 tecken
- Parallellport för anslutning av skrivare
- Serieport för anslutning av externa modem eller seriella skrivare

## Marknadslivslängd
Som mest tillverkade Osborne Computer Corporation 10 000 Osborne 1-datorer i månaden. Datorn imiterades vida allt eftersom andra datortillverkare började erbjuda (relativt) billiga bärbara datorer med tillhörande mjukvarupaket. Jämfört med dagens mindre och lättare bärbara datorer kan Osborne 1, som var stor som en resväska, mer noggrant beskrivas som en "släpbar" eller "transporterbar" dator. Den utkonkurrerades av Kaypro II, som hade en mycket mer praktisk 9-tums bildskärm som kunde visa de sedvanliga 80x24 tecknen samt dubbelformatterade diskettstationer som kunde lagra dubbelt så mycket data.
Osborne Computer Corporation misslyckades med att kontra den utmanande Kaypron innan CP/M och 8-bitarsprocessorernas tid var förbi. Försäljningen av Osborne 1-datorerna sjönk också avsevärt efter att företaget annonserade mer kraftfulla efterföljare alltför tidigt (se vidare Osborneeffekten). Senare slog Compaq igenom med en bärbar dator (Compaq Portable) med en 9-tums bildskärm som var helt mjukvarukompatibel med IBM PC—den första PC-klonen.